# Szarpol-e Zaháb megye

Kermánsáh tartomány megyéinek elhelyezkedése

Szarpol-e Zaháb megye (perzsául: شهرستان سرپل ذهاب, Šaharestâne Sarpole, kurd nyelven: سه‌رپێڵی زه‌هاو, Serpêllî Zehaw) Irán Kermánsáh tartomány egyik nyugati megyéje az ország nyugati részén. Északon és északkeleten Szalász-e Bábádzsáni megye, keleten Dáláhu megye, délen Gilánegarb megye, délnyugatról Kaszr-e Sirin megye, nyugatról az Irakban fekvő Szulejmánijja kormányzóság határolják. Székhelye a 34 000 fős Szarpol-e Zaháb városa. A megye lakossága 81 428 fő. A megye egy kerületből áll: Központi kerület.
2017. november 12-én Szarpol-e Zaháb várost és környékét sújtotta leginkább az iraki-iráni határ közelében kipattant földrengés. A földmozgás a Richter-skálán 7,3-as erősségű volt. Legkevesebb 630 fő életét vesztette és több, mint 8100 fő megsérült.

## Fordítás
- Ez a szócikk részben vagy egészben  a   Sarpol-e Zahab County című angol Wikipédia-szócikk ezen változatának fordításán alapul.  Az eredeti cikk szerkesztőit annak laptörténete sorolja fel. Ez a jelzés csupán a megfogalmazás eredetét és a szerzői jogokat jelzi, nem szolgál a cikkben szereplő információk forrásmegjelöléseként.